# Szyksznian Wanda
Szyksznian Wanda (Budapest, 1948. április 26. –) magyar grafikus-, plakátművész, egyetemi docens. Tizenévesen tervezte az első plakátot az Illés zenekarnak, majd a hazai pop-rock műfaj egyik legfontosabb lemezborító-tervezőjeként szerzett magának hírnevet.

## Életpályája

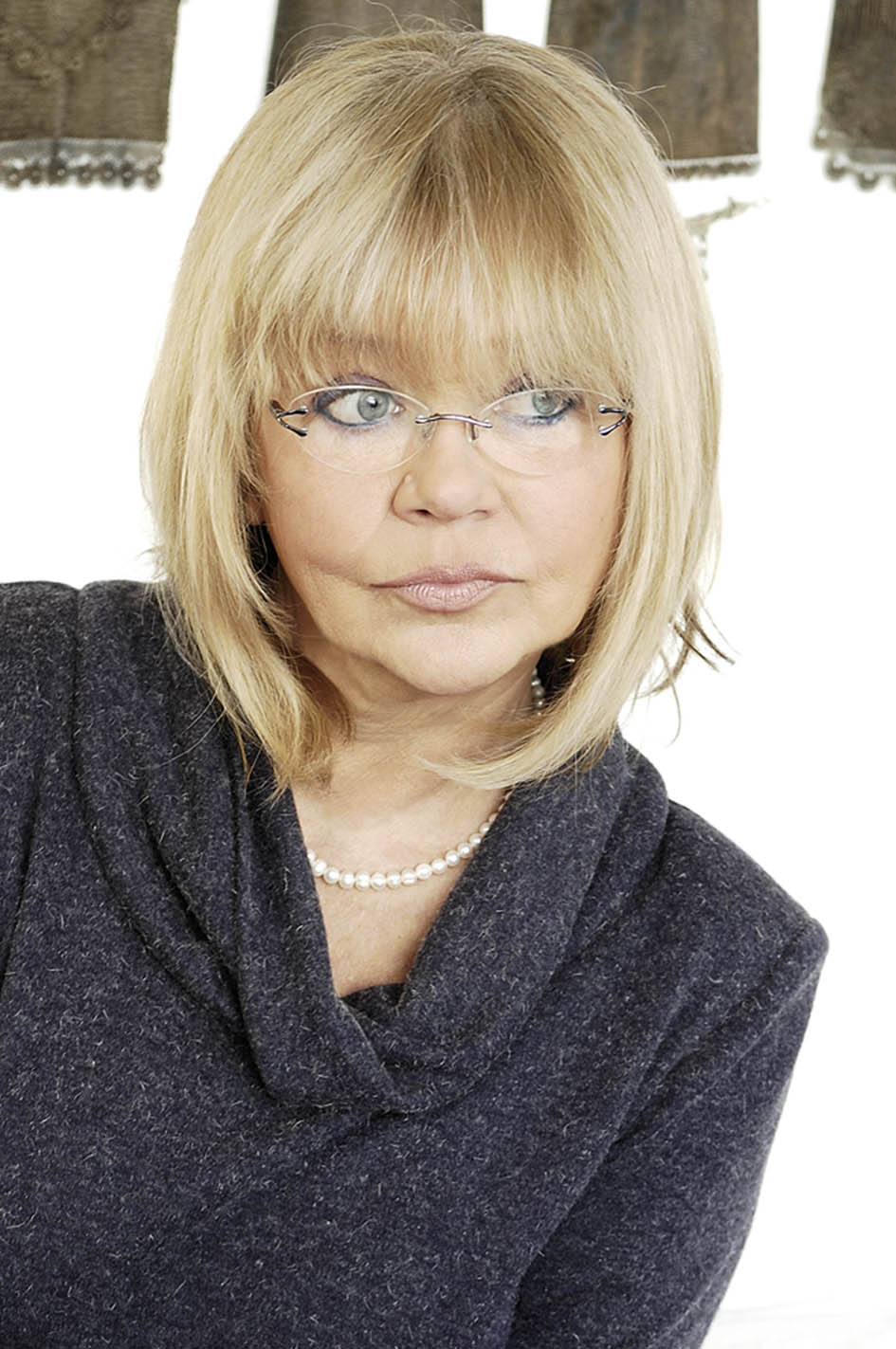
2010-ben

Budapesten született, édesapja lengyel. Tanulmányait 1967 és 1971 között végezte a Magyar Képzőművészeti Főiskolán, grafika szakon; mesterei voltak Bernáth Aurél és Konecsni György. Több cég számára is tervez önállóan reklámgrafikákat és könyveket. Fő megrendelői között szerepel a MOKÉP, a FŐMO, a Magyar Hirdető, az IBUSZ, az MKKE, a Hungaroton, a Képzőművészeti Alap Kiadó Vállalat, a Tungsram, a Tankönyvkiadó, a Kőbányai Gyógyszerárugyár és még sokan mások. Film- és kereskedelmi plakátjai nagy népszerűségnek örvendenek. 1998-ban megjelent életrajzi könyve a Novoprint Kiadó kiadásában. 2000-től papírszobrokat készít, plakátokat és könyveket tervez, fest, murális megbízást tervez és kivitelez. Tagja az Illusztrátorok Társaságának, tervező grafikai szakértő. 2000-től tanít a Budapesti Műszaki Egyetem Építészmérnöki Karán, mint meghívott oktató. 2005-től pedig egyetemi docens. 1973-tól munkái rendszeresen szerepelnek kiállításokon.
Többszörös nívódíjas, Ferenczy Noémi-díjas grafikusművész.
Tizenévesen tervezte az első plakátot az Illés-együttesnek, majd a hazai pop-rock műfaj egyik legfontosabb lemezborító-tervezőjeként szerzett magának hírnevet.

„Bennem semmi olyan akarás nem volt, hogy olyat akarjak csinálni, amit kellene. Én csodálkoztam a legjobban a sikereken. Teljesen extravagáns voltam, és mindenben hátat fordítottam annak, ami addig volt: a stílusoknak, a színvilágnak, de a fiataloknak szerintem ez is a dolguk. Most egyetemen tanítok, és mindig azt mondom nekik, hogy a tapasztalatomat át tudom adni, de nektek kell az újat kitalálnotok, így működik a világ. Akkor egy ideális modellje voltam az ifjúságnak, csak azért voltam kirakatban, mert olyan műfajban dolgoztam, amelyben ez meglátszott.”

– Szyksznian Wanda

## Díjak, elismerések
- 1972, 1973, 1974: Hungaroton nívódíj;
- 1980: MM nívódíja (könyvillusztrálás);
- 1981: Az év legjobb plakátja kiállítás közönségdíja;
- 2000: Ferenczy Noémi-díj.
- 2004: Polonus „Év embere-díj”;
- 2006: Gundel-oklevél; Szép Magyar Könyv Díj;
- 2008: Textil Alapítvány díja;
- 2010: a Magyar Olimpiai Bizottság Különdíja.

## Egyéni kiállítások
- 1978 • Stúdió Galéria, Budapest

Az István, a király filmposztere

- 1979 • Művelődési Központ, Balassagyarmat
- 1981 • Csepel Galéria, Budapest
- 1982 • Vigadó Galéria, Budapest • Tamási Galéria, Tamási • Művelődési Ház, Csongrád • Művelődési Ház, Bonyhád
- 1985 • Debreceni Orvostudományi Egyetem Galéria, Debrecen
- 1995 • Szigligeti Galéria, Szigliget
- 1995-98 • Essen • Stuttgart
- 1997 • Budapest Kongresszusi Központ, Budapest • Vince Galéria, Szentendre • Gödöllői Királyi Kastély, Gödöllő
- 1998 • Bank Center, Budapest
- 1999 • Skanzen, Szentendre • Vár, Sárvár • Művelődési Ház, Sárospatak
- 1999 • Művészetek völgye, Kapolcs • BÁV Kortárs Galéria • Arthus Galéria, Pécs
- 2000 • Magyar pavilon, Világkiállítás, Hannover • Maritim Art Hotel, Berlin • Várszínház Galéria, Budapest • BÁV Kortárs Galéria, Budapest
- 2001 • Szent Mihály-kápolna, Budapest, Budai Vár.
- 2010 •Sziget, Karácsonyi Tárlat IX [Lencsés Idával], Vízivárosi Galéria, Budapest.
- 2018. Életmű-kiállítás Szombathely

## Könyveiből
- Zsófi és a szombati varázslatok,
- Kettős hazában,
- Hóc, hóc, katona - Bölcsődések verseskönyve